# Premios Tirant
Los Premios Tirant (también conocidos como el Festival Internacional del Audiovisual Valenciano), son un festival audiovisual valenciano, organizados por la Agencia de Información, Formación y Fomento del Audiovisual (Aiffa). y dirigidos por Francesc Fenollosa y Ten.
Anualmente, reconocen la tarea desarrollada por los diferentes sectores de la industria audiovisual de este territorio y se libran en el marco del Festival de cortos de Radio City Valencia. El cine de la Sección Oficial es el acontecimiento más importante del ciclo, mientras que otros reseñables son la Sección Especial y el Tirant Escolar, destinado a los centros educativos. Su primera edición tuvo lugar el 1999. Dentro de la entrega de premios, acto central del ciclo, se honra a todas las ramas técnicas y artísticas del cine (largo, corto, documental), televisión y videoclip.